# چاه موتور شماره ۴ ولی‌عصر
چاه موتور شماره ۴ ولی‌عصر روستایی در دهستان جلگه ماژان بخش جلگه ماژان شهرستان خوسف استان خراسان جنوبی ایران است.

## جمعیت
بر پایه سرشماری عمومی نفوس و مسکن در سال ۱۳۹۵ جمعیت این روستا ۷۶ نفر (۲۱خانوار) بوده‌است.